# 2020년 키르기스스탄 시위
2020년 키르기스스탄 시위(키르기스어: 2020 Кыргызстандагы нааразычылык акциялары)는 키르기스스탄에서 2020년 10월 4일에 행해진 의회 선거에 부정이 있었다고 야당 및 그 지지자들이 일으킨 반정부 운동이다. 이 결과로 총선 결과는 무효가 선언되어 쿠바트베크 보로노프 내각은 붕괴되고 소론바이 젠베코프 대통령도 합법적인 후계자 정권이 출범하면 사임할 용의가 있다고 표명했다. 선거 결과는 2020년 10월 6일에 무효화되었다.

## 전개
시위는 2020년 10월 4일 시작되었다. 이 시위는 2005년 튤립 혁명과 2010년 키르기스스탄 혁명 이후 세 번째로 일어난 혁명이다.
10월 15일 소론바이 젠베코프 대통령은 결국 시위대의 뜻에 따라 사임 의사를 밝혔다. 그럼에도 불구하고, 시위대는 의회의 해산과 대통령직 승계 1순위인 이사예브 의장의 사임까지 요구하는 것으로 알려졌다.